# ويليام غيرا
ويليام غيرا (بالإيطالية: William Guerra)‏ هو لاعب كرة قدم سان مارينوي، ولد في 24 فبراير 1968 في ديترويت في الولايات المتحدة. شارك مع منتخب سان مارينو تحت 21 سنة لكرة القدم ومنتخب سان مارينو لكرة القدم. أما مع النوادي، فقد لعب مع نادي يوفنس/دوغانا.

## وصلات خارجية
- ويليام غيرا على موقع الاتحاد الدولي (مؤرشف)  (الإنجليزية)
- ويليام غيرا على موقع قاعدة بيانات كرة القدم.إي يو (الإنجليزية)
- ويليام غيرا على موقع ناشيونال فوتبول تيمز (الإنجليزية)
- ويليام غيرا على موقع Soccerway.com (الإنجليزية)
- ويليام غيرا على موقع عالم كرة القدم.نت (الإنجليزية)